# Mylaine Tarrieu
Pour les articles homonymes, voir Tarrieu.
Mylaine Tarrieu est une footballeuse française, née le 3 janvier 1995 au Lamentin en Martinique. Elle évolue au poste d'attaquante ou de milieu de terrain offensive aux Girondins de Bordeaux et avec l'équipe de Martinique.

## Biographie
Mylaine Tarrieu commence le football à six ans. En 2010, elle est repérée par l'agent de la star du football féminin martiniquais, Wendie Renard, qui l'envoie faire des essais à l'Olympique lyonnais. Elle rejoint alors le centre de formation du club rhodanien.

### Carrière en club
Mylaine Tarrieu joue ses premiers matches avec l'équipe professionnelle de l'OL en 2013. Sous le maillot lyonnais, elle remporte trois Ligues des champions, quatre championnats de France et quatre coupes de France.
En 2017-2018, elle inscrit deux buts face au FC Zurich en Ligue des champions. Alors que la concurrence est trop forte pour elle chez le champion d'Europe, elle est prêtée aux Girondins de Bordeaux à la mi-saison. Elle s'y engage définitivement au mercato estival. Chez les Girondines, elle ne joue que 13 matches en deux ans, notamment à cause d'une blessure à la cheville. Elle rejoint ensuite Dijon en 2020. Le 12 décembre 2020, elle marque face au Paris FC, mettant fin à une disette de plus de deux ans en championnat. En 2022, elle rejoint Rodez, avant de revenir à Bordeaux à l'été 2023.

### Carrière internationale

#### Avec la France
Mylaine Tarrieu participe à la coupe du monde U20 en 2014, où la France atteint la troisième place. Elle est ensuite sélectionnée avec l'équipe de France B en février 2016.
En mai 2016, elle est convoquée avec l'équipe de France senior pour pallier la blessure de Claire Lavogez. Elle est ensuite réserviste pour l'Euro 2017.

#### Avec la Martinique
Mylaine Tarrieu rejoint la sélection martiniquaise en 2023. Le 3 décembre 2023, elle inscrit un triplé face au Honduras en Ligue des Nations de la CONCACAF.

## Statistiques
Le tableau suivant présente, pour chaque saison, le nombre de matchs joués et de buts marqués dans le championnat national, en Coupe de France (Challenge de France) et éventuellement en compétitions internationales. Le cas échéant, les sélections nationales sont indiquées dans la dernière colonne.
| Saison                                         | Club                                           | Championnat                                    | Championnat | Championnat | Coupe(s) nationale(s) | Coupe(s) nationale(s) | Compétition(s) continentale(s) | Compétition(s) continentale(s) | Compétition(s) continentale(s) | Sélection | Sélection | Sélection | Total | Total |
| Saison                                         | Club                                           | Division                                       | M.          | B.          | M.                    | B.                    | Comp.                          | M.                             | B.                             | Équipe    | M.        | B.        | M.    | B.    |
| 2010-2011                                      | Olympique lyonnais B                           | DH                                             | -           | -           | -                     | -                     | -                              | -                              | -                              | -         | -         | -         | 0     | 0     |
| 2011-2012                                      | Olympique lyonnais U19                         | CNF19                                          | 4           | 5           | -                     | -                     | -                              | -                              | -                              | -         | -         | -         | 4     | 5     |
| 2012-2013                                      | Olympique lyonnais U19                         | CNF19                                          | 2           | 1           | -                     | -                     | -                              | -                              | -                              | -         | -         | -         | 2     | 1     |
| 2013-2014                                      | Olympique lyonnais U19                         | CNF19                                          | 18          | 36          | -                     | -                     | -                              | -                              | -                              | U20       | 2         | 0         | 20    | 36    |
| 2014-2015                                      | Olympique lyonnais                             | D1                                             | 1           | 0           | 1                     | 1                     | -                              | -                              | -                              | U20       | 4         | 1         | 6     | 2     |
| 2015-2016                                      | Olympique lyonnais                             | D1                                             | 12          | 0           | 4                     | 0                     | LdC                            | 2                              | 0                              | U23       | 3         | 1         | 21    | 1     |
| 2016-2017                                      | Olympique lyonnais                             | D1                                             | 9           | 3           | 2                     | 0                     | LdC                            | 3                              | 2                              | U23       | 2         | 0         | 16    | 5     |
| 2017-2018                                      | Olympique lyonnais                             | D1                                             | 1           | 0           | -                     | -                     | LdC                            | 1                              | 0                              | -         | -         | -         | 2     | 0     |
| 2017-2018                                      | Girondins de Bordeaux                          | D1                                             | 9           | 0           | 1                     | 1                     | -                              | -                              | -                              | U23       | 3         | 1         | 13    | 2     |
| 2018-2019                                      | Girondins de Bordeaux                          | D1                                             | 3           | 1           | -                     | -                     | -                              | -                              | -                              | -         | -         | -         | 3     | 1     |
| 2019-2020                                      | Girondins de Bordeaux                          | D1                                             | -           | -           | -                     | -                     | -                              | -                              | -                              | -         | -         | -         | 0     | 0     |
| 2020-2021                                      | Dijon FCO                                      | D1                                             | 9           | 1           | 1                     | 0                     | -                              | -                              | -                              | -         | -         | -         | 10    | 1     |
| 2021-2022                                      | Dijon FCO                                      | D1                                             | 18          | 0           | 1                     | 1                     | -                              | -                              | -                              | -         | -         | -         | 19    | 1     |
| 2022-2023                                      | Rodez Aveyron Football                         | D1                                             | 15          | 1           | 1                     | 1                     | -                              | -                              | -                              | -         | -         | -         | 16    | 2     |
| 2023-2024                                      | Girondins de Bordeaux                          | D1                                             | -           | -           | -                     | -                     | -                              | -                              | -                              | -         | -         | -         | 0     | 0     |
| Total sur la carrière (matchs de CNF19 exclus) | Total sur la carrière (matchs de CNF19 exclus) | Total sur la carrière (matchs de CNF19 exclus) | 77          | 6           | 11                    | 4                     | -                              | 6                              | 2                              | -         | 14        | 3         | 108   | 15    |

## Palmarès

### En club
- Championne de France : 2017 (Olympique lyonnais)
- Vainqueur du Challenge National U19 : 2014 (Olympique lyonnais)

### En sélection
- France U20
  - Troisième de la Coupe du monde des moins de 20 ans : 2014 au Canada

### Distinctions personnelles
- Meilleure buteuse du Challenge National U19 : 2014 (38 buts)